# جوني لوكاس (راكب الكنو)
جوني لوكاس (بالفرنسية: Johnny Lucas)‏ هو راكب الكنو لوكسمبورغي، ولد في 12 أغسطس 1931، وتوفي في 19 أكتوبر 1993.

## وصلات خارجية
- جوني لوكاس على موقع أوليمبيديا (الإنجليزية)